# Шнееберг (Саксонія)
Шне́еберг (нім. Schneeberg) — місто в районі Рудні Гори, федеральна земля Саксонія, Німеччина.
Площа — 23,35 км². Населення становить 13 790 ос. (станом на 31 грудня 2020).

## Історія
Шнееберг — середньовічний центр видобутку срібла в Саксонії. Уславився завдяки знахідці тут 1477 р. найбільшого самородка срібла вагою близько 20 т. Через дивовижно великі розміри і вагу самородка, цілим його не вдалося транспортувати гірничими виробками. За свідченнями, на місці знахідки цієї срібної брили гірники спорудили підземну камеру, а брилі надали форму столу. Саксонський герцог Альбрехт разом із своїм почтом спустилися в копальню й відсвяткували за срібним столом щасливу знахідку гірників Шнееберга.